# Tjappesvare
Tjappesvare är ett naturreservat i Gällivare kommun i Norrbottens län.
Området är naturskyddat sedan 2010 och är 1,4 kvadratkilometer stort. Reservatet omfattar berget Tjappesvare ett berg öster om detta och en dal emellan med en liten myr. Reservatet består av urskogsartad tallskog.  